# Linia 11 metra w Paryżu
Linia 11 paryskiego metra jest linią zbudowaną w Paryżu w 1935 roku. Ostatnio rozbudowywana w 2024 roku. Jej długość wynosi 11,7 km. Łączy stacje Châtelet i Rosny-Bois-Perrier. Jest obsługiwana przez składy MP 14.

## Lista stacji
| #  | Nazwa                             | Miejscowość/dzielnica                                      | Otwarcie | Typ stacji | Możliwe przesiadki | Liczba pasażerów (2021) | Pozycja w całym systemie względem liczby pasażerów (2021) |
| -- | --------------------------------- | ---------------------------------------------------------- | -------- | ---------- | ------------------ | ----------------------- | --------------------------------------------------------- |
| 1  | Châtelet                          | 1. dzielnica; 4. dzielnica                                 | 1935     | Podziemna  |                    | 8 350 794               | 10                                                        |
| 2  | Hôtel de Ville                    | 4. dzielnica                                               | 1935     | Podziemna  |                    | 7 251 729               | 13                                                        |
| 3  | Rambuteau Centre Georges Pompidou | 3. dzielnica; 4. dzielnica                                 | 1935     | Podziemna  | –                  | 2 127 291               | 167                                                       |
| 4  | Arts et Métiers                   | 3. dzielnica                                               | 1935     | Podziemna  |                    | 2 403 042               | 140                                                       |
| 5  | République                        | 3. dzielnica; 10. dzielnica; 11. dzielnica                 | 1935     | Podziemna  |                    | 11 079 708              | 7                                                         |
| 6  | Goncourt Hôpital Saint-Louis      | 10. dzielnica; 11. dzielnica                               | 1935     | Podziemna  | –                  | 2 199 170               | 159                                                       |
| 7  | Belleville                        | 10. dzielnica; 11. dzielnica; 19. dzielnica; 20. dzielnica | 1935     | Podziemna  |                    | 7 314 438               | 12                                                        |
| 8  | Pyrénées                          | 19. dzielnica; 20. dzielnica                               | 1935     | Podziemna  | –                  | 2 288 587               | 151                                                       |
| 9  | Jourdain                          | 19. dzielnica; 20. dzielnica                               | 1935     | Podziemna  | –                  | 1 881 321               | 190                                                       |
| 10 | Place des Fêtes                   | 19. dzielnica                                              | 1935     | Podziemna  |                    | 2 318 764               | 146                                                       |
| 11 | Télégraphe                        | 19. dzielnica; 20. dzielnica                               | 1935     | Podziemna  | –                  | 1 636 898               | 217                                                       |
| 12 | Porte des Lilas                   | 19. dzielnica; 20. dzielnica                               | 1935     | Podziemna  |                    | 3 105 016               | 98                                                        |
| 13 | Mairie des Lilas                  | Les Lilas                                                  | 1937     | Podziemna  | –                  | 2 894 622               | 113                                                       |
| 14 | Serge Gainsbourg                  | Les Lilas                                                  | 2024     | Podziemna  | –                  | –                       | –                                                         |
| 15 | Romainville - Carnot              | Romainville; Noisy-le-Sec                                  | 2024     | Podziemna  | –                  | –                       | –                                                         |
| 16 | Montreuil - Hôpital               | Montreuil; Noisy-le-Sec                                    | 2024     | Podziemna  | –                  | –                       | –                                                         |
| 17 | La Dhuys                          | Montreuil; Noisy-le-Sec; Rosny-sous-Bois                   | 2024     | Podziemna  | –                  | –                       | –                                                         |
| 18 | Coteaux Beauclair                 | Noisy-le-Sec; Rosny-sous-Bois                              | 2024     | Wiadukt    | –                  | –                       | –                                                         |
| 19 | Rosny-Bois-Perrier                | Rosny-sous-Bois                                            | 2024     | Podziemna  |                    | –                       | –                                                         |